# Franz Winter (Theologe)
Franz Winter (* 1971) ist ein österreichischer Religionswissenschaftler und römisch-katholischer Theologe. Er ist Professor für Religionswissenschaft am Institut für Religionswissenschaft der Karl-Franzens-Universität Graz seit 2019.

## Leben
Er studierte Klassische Philologie (Mag. phil. 1994; Dr. phil. 1999) und Theologie/Religionswissenschaft (Mag. theol. 1998; Dr. theol. 2005 sub auspiciis Praesidentis rei publicae). Er forschte und studierte in Graz, Wien, Salzburg, Rom, Kyoto, Tokyo, mit dem Fulbright-Programm in Boston, und in Nizwa (Oman). Seit 2019 lehrt er am Institut für Religionswissenschaft der Universität Graz als Professor für Religionswissenschaft. Seine Forschungsschwerpunkte umfassen die Geschichte des Kontaktes zwischen Europa und Asien von der Antike bis zur Gegenwart, neureligiöse Bewegungen in Ost und West, Esoterikforschung, Religion und Medien sowie Islam und Moderne. 2019 wirkte er in der ORF-Dokumentation Reinigung von innen - Fasten in den Religionen mit.

## Schriften (Auswahl)
- Bardesanes von Edessa über Indien. Ein früher syrischer Theologe schreibt über ein fremdes Land (= Frühes Christentum. Forschungen und Perspektiven. Publikationsreihe. Band 5). Druck- und Verlagshaus Thaur, Thaur 1999, ISBN 3-85400-088-X (zugleich Diplomarbeit, Graz 1994).
- mit Peter Arzt-Grabner, Ruth Elisabeth Kritzer und Amfilochios Papathomas: 1. Korinther (= Papyrologische Kommentare zum Neuen Testament. Band 2). Vandenhoeck & Ruprecht, Göttingen 2006, ISBN 3-525-51001-2.
- als Herausgeber mit Birgit Heller: Tod und Ritual. Interkulturelle Perspektiven zwischen Tradition und Moderne (= Schriftenreihe der Österreichischen Gesellschaft für Religionswissenschaft. Band 2). Lit-Verlag, Wien 2007, ISBN 3-8258-9564-5.
- Emile Cioran und die Religionen. Eine interkulturelle Perspektive (= Interkulturelle Bibliothek. Band 107). Bautz, Nordhausen 2007, ISBN 978-3-88309-291-1 (zugleich Diplomarbeit, Graz 1998).
- Das Frühchristliche Mönchtum und der Buddhismus. Religionsgeschichtliche Studien (= Religionswissenschaft. Band 13). Lang, Frankfurt am Main 2008, ISBN 3-631-57040-6 (zugleich Dissertation, Wien 2005).
- Von Geistern, Dämonen und vom Ende der Welt. Religiöse Themen in der Manga-Literatur (= EZW-Texte. Band 222). EZW, Berlin 2012, OCLC 1015529403.
- Hermes und Buddha. Die neureligiöse Bewegung Kōfuku no kagaku in Japan (= Religiöse Gegenwart Asiens. Band 6). LIT, Wien 2012, ISBN 978-3-643-50381-7 (zugleich Habilitationsschrift, Wien 2010).
- als Herausgeber mit Karl Baier: Altern in den Religionen (= Schriftenreihe der Österreichischen Gesellschaft für Religionswissenschaft. Band 6). Lit-Verlag, Wien 2013, ISBN 978-3-643-50477-7.
- als Herausgeber mit Lukas K. Pokorny: Handbook of East Asian new religious movements. Brill, Leiden/Boston 2018, ISBN 978-90-04-36205-5.
- als Herausgeber mit Lukas Pokorny: The Occult Nineteenth Century. Roots, Developments, and Impact on the Modern World. London: Palgrave, 2022,